# A studio
A studio （エースタジオ）は、日本のアトリエ系建築設計事務所。内村綾乃と高橋邦明 (建築家)が共同主宰する。
内村綾乃（1967年-　）は、日本の建築家。東京都生まれ。1990年、日本大学生産工学部建築工学科卒業。1990年から1998年まで、篠原聡子の空間研究所に勤務。1998年、A studio 設立。平成14年 「A-residence＋studio」で、東京建築士会住宅建築賞受賞。2014年、篠原聡子とSHAREyaraichoで日本建築学会賞作品賞受賞。
その他の作品には等々力の集合住宅／T_Flatがある。